# Найдивовижніший час року
«Найдивовижніший час року» (англ. The Most Wonderful Time of the Year) — американський різдвяний телефільм 2008 року режисера Майкла Скотта.

## Сюжет
Ральф — офіцер поліції у відставці, який пропрацював нью-йоркським поліцейським понад 38 років. На свята він планує відвідати свою племінницю Дженніфер у Нейпервіллі, штат Іллінойс. Дженніфер — успішна бізнесвумен і мати-одиначка, яка виховує маленького сина Браяна. Все життя вона росла здебільшого у Ральфа, оскільки її мати постійно подорожувала, а батько помер, коли вона була ще зовсім маленькою. Відтоді вона втратила різдвяний дух. В аеропорту Ральф не знає, куди піти, щоб зареєструватися на свій рейс, і йому допомагає попутник Морган Дербі, 30-річний шеф-кухар з безтурботним характером. Коли другий рейс до Денвера скасовують, Ральф запрошує Моргана пожити в будинку Дженніфер.
Хоча Дженніфер спочатку неохоче приймає Моргана, Ральф переконує її, оскільки Морган — шеф-кухар, і їй потрібна допомога в приготуванні індички. Незабаром Морган і Дженніфер усвідомлюють, що вони — дві абсолютно різні людини. Дженніфер дратує легковажна та авантюрна поведінка Моргана, а Морган вважає Дженніфер цинічною схибленою на контролі, що здебільшого є наслідком того, що її покинув батько Браяна і вона зустрічається з успішним, але прагматичним бізнесменом Річардом Віндомом. Ральф, однак, вважає, що Дженніфер і Морган ідеально підходять один одному, і намагається не дати Дженніфер вигнати Моргана.
Коли Дженніфер відвозить Моргана в аеропорт, Морган не може зареєструватися на свій рейс, бо не має при собі паспорта. Дженніфер розуміє, що Ральф взяв його паспорт, щоб він залишився ще на один день. Дженніфер і Морган зрештою проводять цілий день разом і зближуються. Морган допомагає Дженніфер дістати Браяну омріяний різдвяний подарунок: велосипед «Rocketwheel». Пізніше тієї ж ночі, напередодні Різдва, Морган змушує Браяна знову повірити в Санта-Клауса, піднявшись на дах і прикинувшись одним із помічників Санти. Тим часом Дженніфер і Річард відвідують офіційну вечірку. Річард освідчується Дженніфер, ставлячи її в незручне становище. Збентежена, що відповісти, вона погоджується.
Морган розчарований заручинами і їде на прохання Річарда. Згодом Річард викрадає записку з подякою, яку Морган залишив для Дженніфер. Дженніфер злиться, коли дізнається, що Морган пішов, але лагіднішає, коли Ральф розповідає їй, що Морган ледь не зірвався з даху, намагаючись змусити Браяна знову повірити в Різдво. Дженніфер нарешті усвідомлює, що закохана в Моргана, і розриває заручини з Річардом, дізнавшись, що він вкрав записку Моргана. Вона мчить до аеропорту, щоб знайти Моргана, і ненароком транслює свої почуття через гучномовець. Морган чує її зізнання і біжить до неї. Вони миряться і повертаються додому до Дженніфер, щоб відсвяткувати Різдво.

## У ролях
| Актор         | Роль                    |
| ------------- | ----------------------- |
| Брук Бернс    | Дженніфер «Джен» Каллен |
| Генрі Вінклер | дядько Ральф Кендалл    |
| Воррен Крісті | Морган Дербі            |
| Коннор Левінс | Браян Каллен            |
| Вуді Джефріс  | Річард Віндом           |
| Серж Гоуд     | Стівен Віндом           |
| Ребекка Тулан | Вінні Віндом            |
| Майкл Робердс | Чет Войорскі            |
| Рукія Бернард | Деніз                   |

## Прем'єра
Прем'єра «Найдивовижнішого часу року» відбулася 13 грудня 2008 року на телеканалі Hallmark. Фільм вийшов на DVD 13 жовтня 2009 року.

## Зйомки
Зйомки проходили в Ванкувері протягом 15 днів.